# 矛盾語
矛盾修辭法是一種修辭。指對某種事物的現象或本質，作恰恰相反的描寫的修辭法。如「花落春猶在，鳥鳴山更幽。」「那麼我就有藉口可以和她吵吵，咒罵那個濕淋淋的太陽。（李昂《婚禮》）」

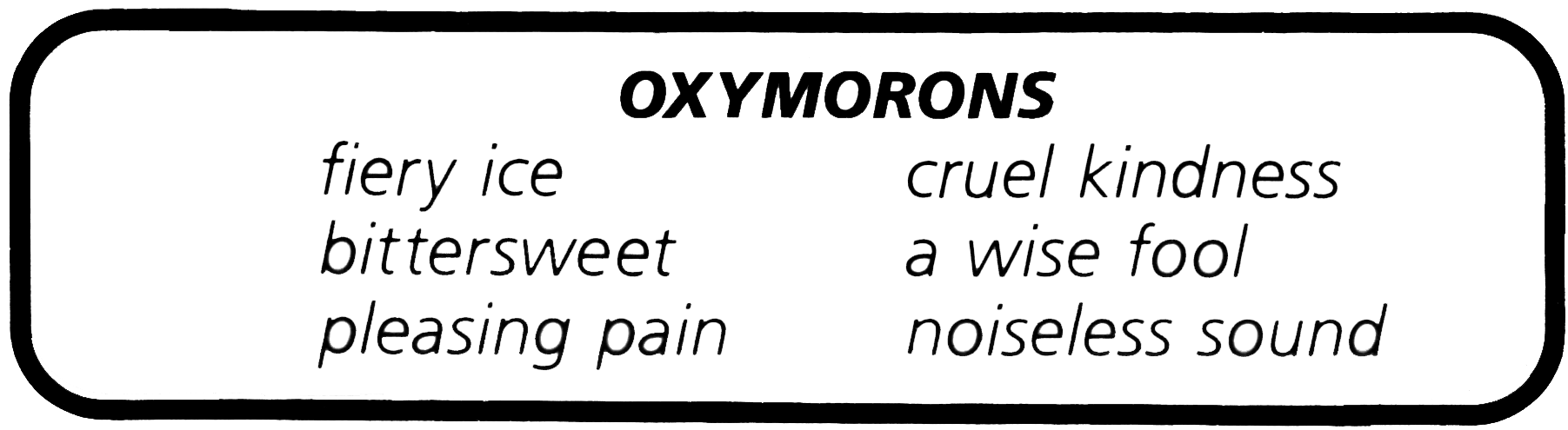
A combination of contradictory words

近年有人將此句法的英文手法譯為矛盾語或矛盾句法，是一种修辭手段，即将两个相互矛盾的语汇组合在一起。它们出现在各种情况下，从无意的错误，如非常平均，到故意的双关语“相同的不同”，等等。矛盾语最常见的形式为“形容词-名词”的组合。例如阿佛烈·丁尼生的《国王牧歌》有如下两个矛盾语："And faith unfaithful kept him falsely true."另一种形式为“名词-动词”如纳坦·奥尔特曼《夏夜》中的"The silence whistles".
電影《心靈鑰匙》（Extremely Loud and Incredibly Close）中，11歲的奧斯卡最喜歡和他父親玩的遊戲就是矛盾修辭法 (oxymoron battles)。

## 例子
- 尺寸千里，攢蹙累積，莫得遯隱 -柳宗元 始得西山宴遊記
- 逝者如斯夫，而未嘗往也 -蘇軾 前赤壁賦
- 娘，我每日不見你，卻又每日見你，在凡間女子的顰眉瞬目間，將你一一認取。 -張曉風　許士林的獨白
- 你站在我面前，高昂而謙和，剛毅而溫柔，我忽然發現，我關心你的成功，遠遠超過我自己的。 -張曉風 地毯的那一端
- 那活在微笑中的，不朽的憂愁 -敻虹 我已經走向你了
- 阿!何種生動的死亡，她謝時正值盛放 -敻虹 金蛹
- 甜蜜的負荷 -吳晟
- 貫徹愛與真實的邪惡，可愛又迷人的反派角色。 -精靈寶可夢動畫版火箭隊的開場白
- 可敬的敵人
- 天使般的惡魔
- 活死人
- 童軍伯伯
- 夏日寒風
- 零星爆發
- 小巨蛋
- 烤生蠔
- 民主殖民地